# Laguna Antacocha (Áncash)
Antacocha es un depósito natural de agua dulce de origen pluvial ubicado en la Cordillera Negra en el lado oeste del Callejón de Huaylas, en el territorio de la comunidad campesina de Pampacancha y dentro del distrito y provincia de Recuay en Áncash, Perú.
Se encuentra a una altitud de 3780 m s. n. m. y es considerada un atractivo turístico de la provincia y la región. Desde el pueblo de Recuay se llega caminando en menos de dos horas. También el lugar es utilizado para la práctica de la escalada en roca con rutas que llegan al grado 7 de dificultad y 180 m de largo.

## Galería de imágenes

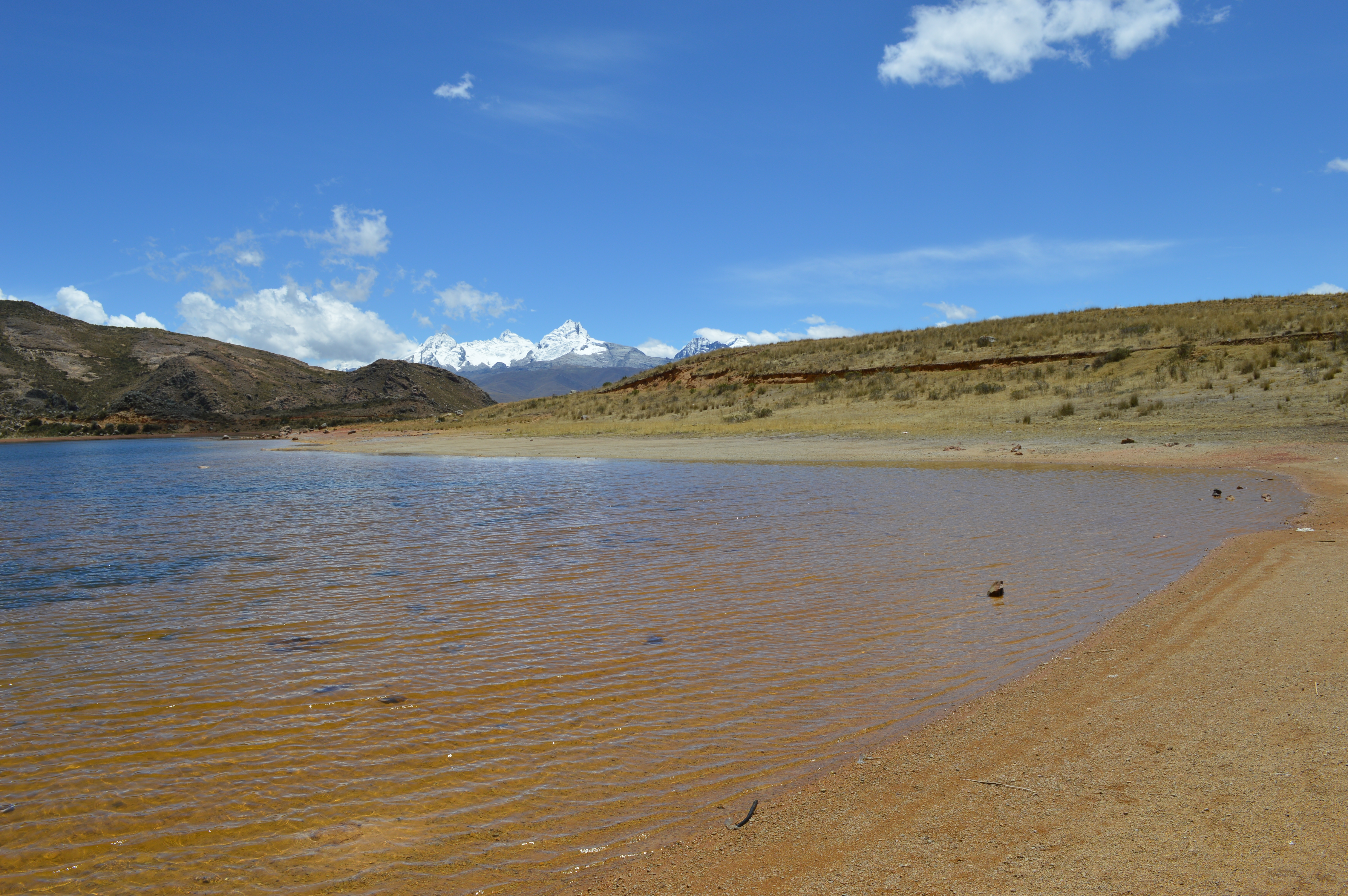
Vista desde el sur.
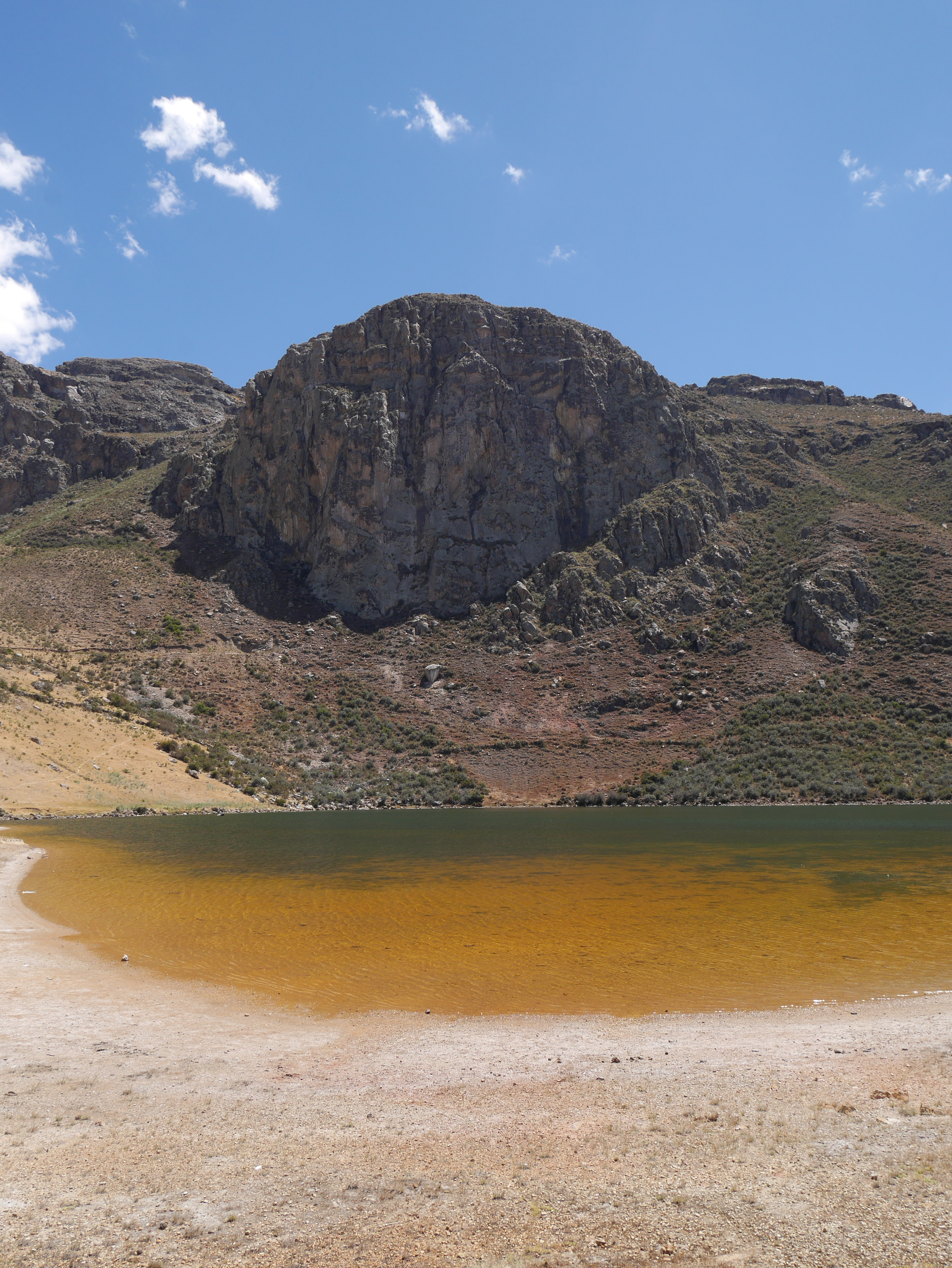
Al oeste se ubica una formación rocosa óptima para la escalada en roca.
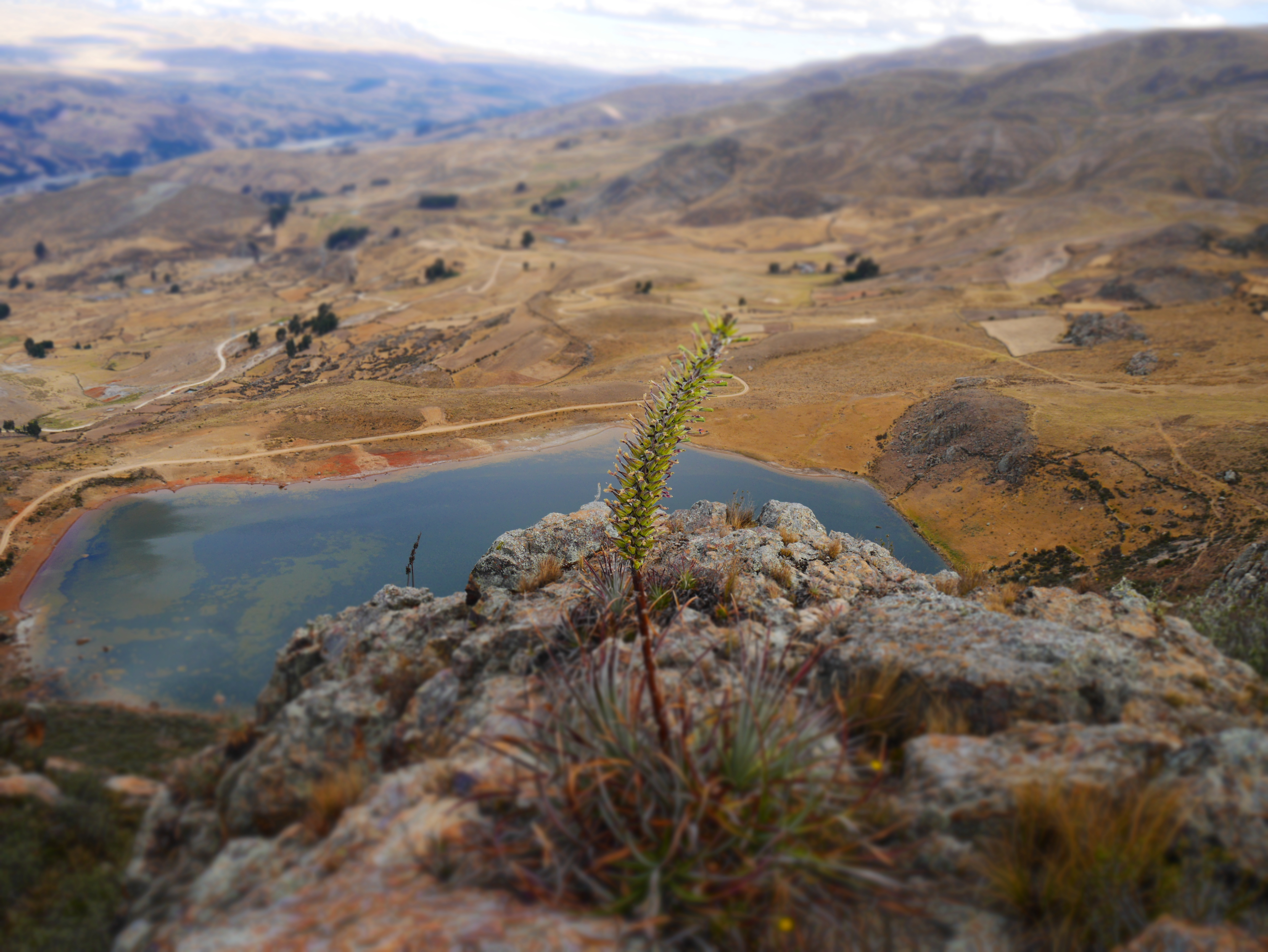
Vista de la laguna desde la cumbre de una vía.